# ギジェルモ・プハーダス
ギジェルモ・レオン・プハーダス（Guillermo Leon Pujadas、1997年2月6日 - ）は、スーペル・ラグビー・アメリカス、ペニャロール・ラグビーに所属するラグビーユニオン選手。

## プロフィール
- ウルグアイ・モンテビデオ出身[1]。
- ポジションはフッカー(HO)。
- 身長 180cm、体重 110kg
- U20ウルグアイ代表に選ばれたことがある[2]。
- ウルグアイ代表キャップは28（2025年3月現在）でラグビーワールドカップ2019・ラグビーワールドカップ2023のウルグアイ代表に選ばれた[3][4]。

## 略歴
2019年、ペニャロールに加入。
シカゴ・ハウンズを経て、2025年、ペニャロールに復帰。